# Mircea (veliero)
La Mircea è un veliero e nave scuola della Forțele Navale Române, con scafo in acciaio in servizio dal 1938. Il nome deriva da quello del principe Mircea I di Valacchia.

## Progettazione
La nave è gemella della più celebre Gorck Foch, ed è stata costruita negli stessi cantieri di Amburgo come quarta di sei navi della stessa classe

## Servizio
La nave fu varata il 22 settembre 1938 ed entrò nel porto di Costanza il 17 maggio 1939. Entrò in servizio effettuando crociere di addestramento in mare aperto fino allo scoppio della seconda guerra mondiale, ed in seguito solo brevi viaggi sotto costa con i cadetti per evitare di subire attacchi che non avrebbe potuto fronteggiare. All'atto dell'armistizio tra Romania e Unione Sovietica la nave per un breve periodo venne trattenuta dei sovietici come preda bellica. Successivamente nel 1946 la nave venne riconsegnata alla Marina Romena che la utilizza tuttora. Nel 1966 fu sottoposta a lavori di raddobbo presso i cantieri Blohm & Voss. Nel 1990 è stata tolta dal servizio per ragioni economiche, ma dopo una revisione generale, rimessa in servizio nel 2004, con porto di base Costanza, sul Mar Nero.

## Galleria d'immagini

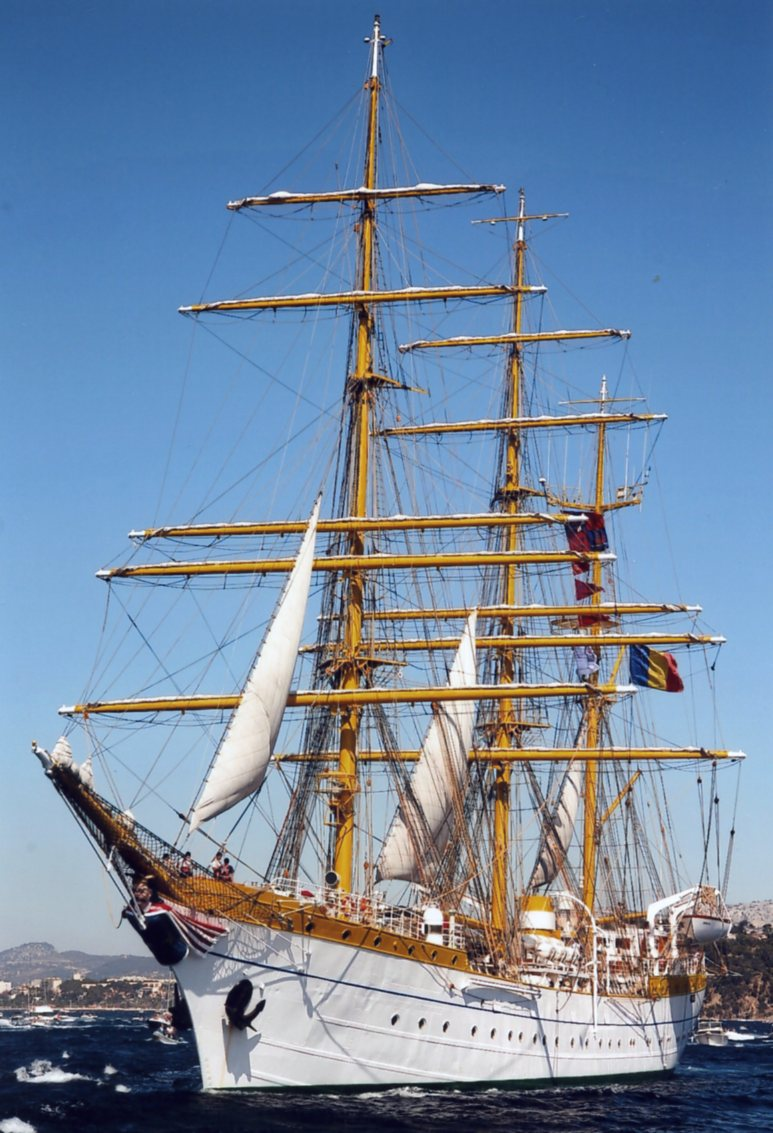
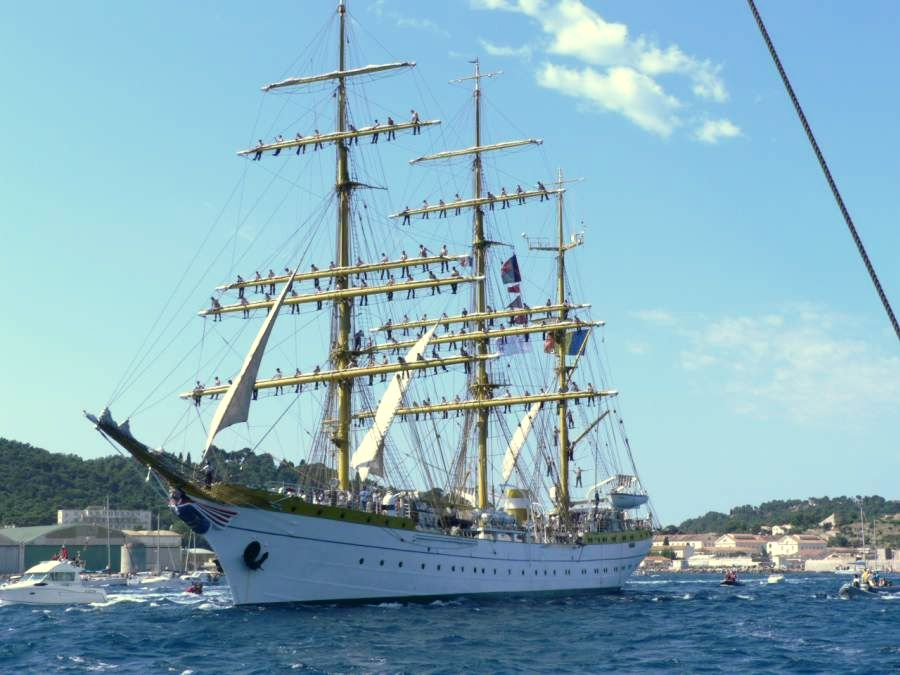
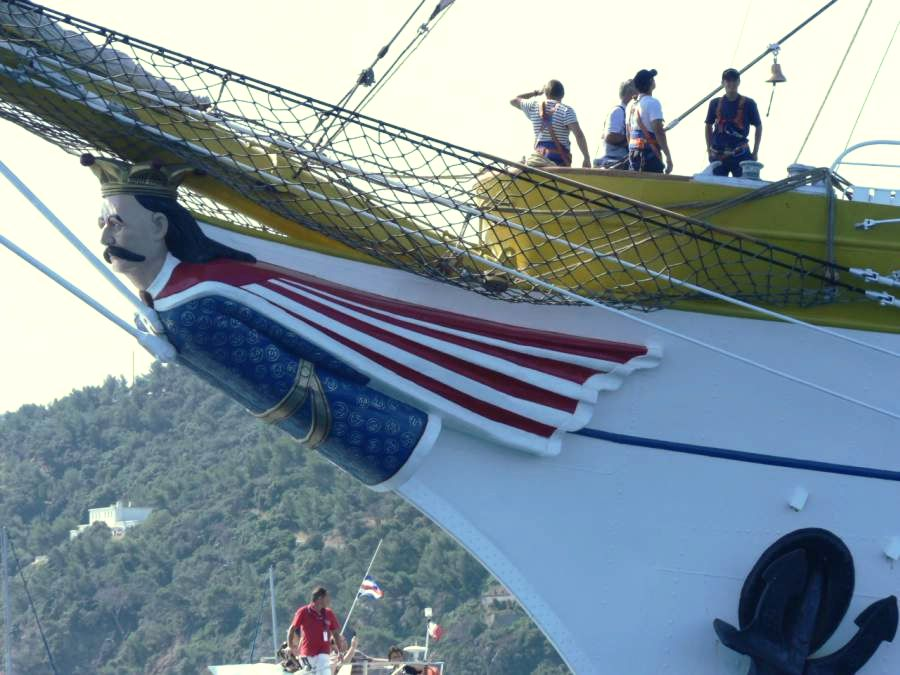

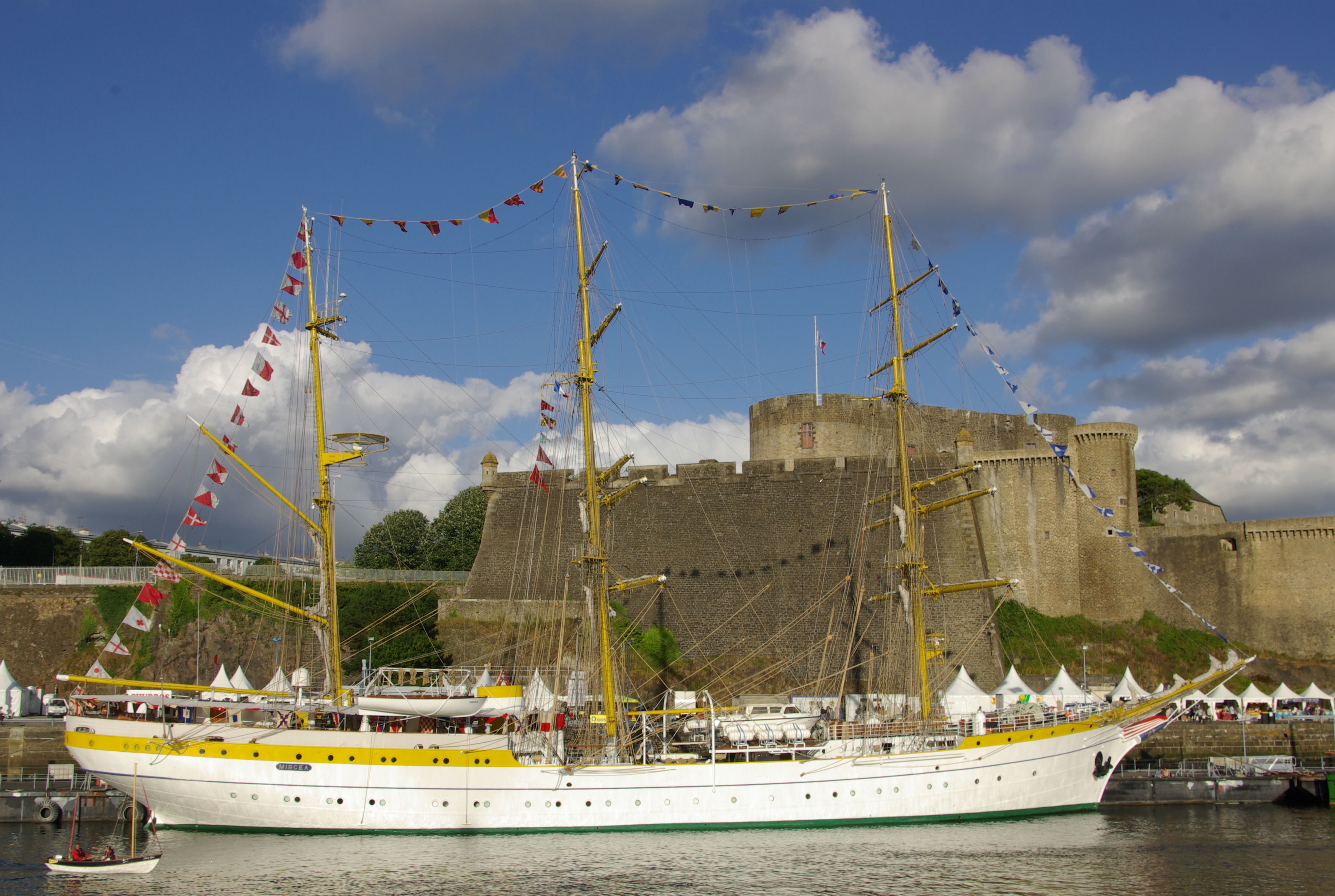
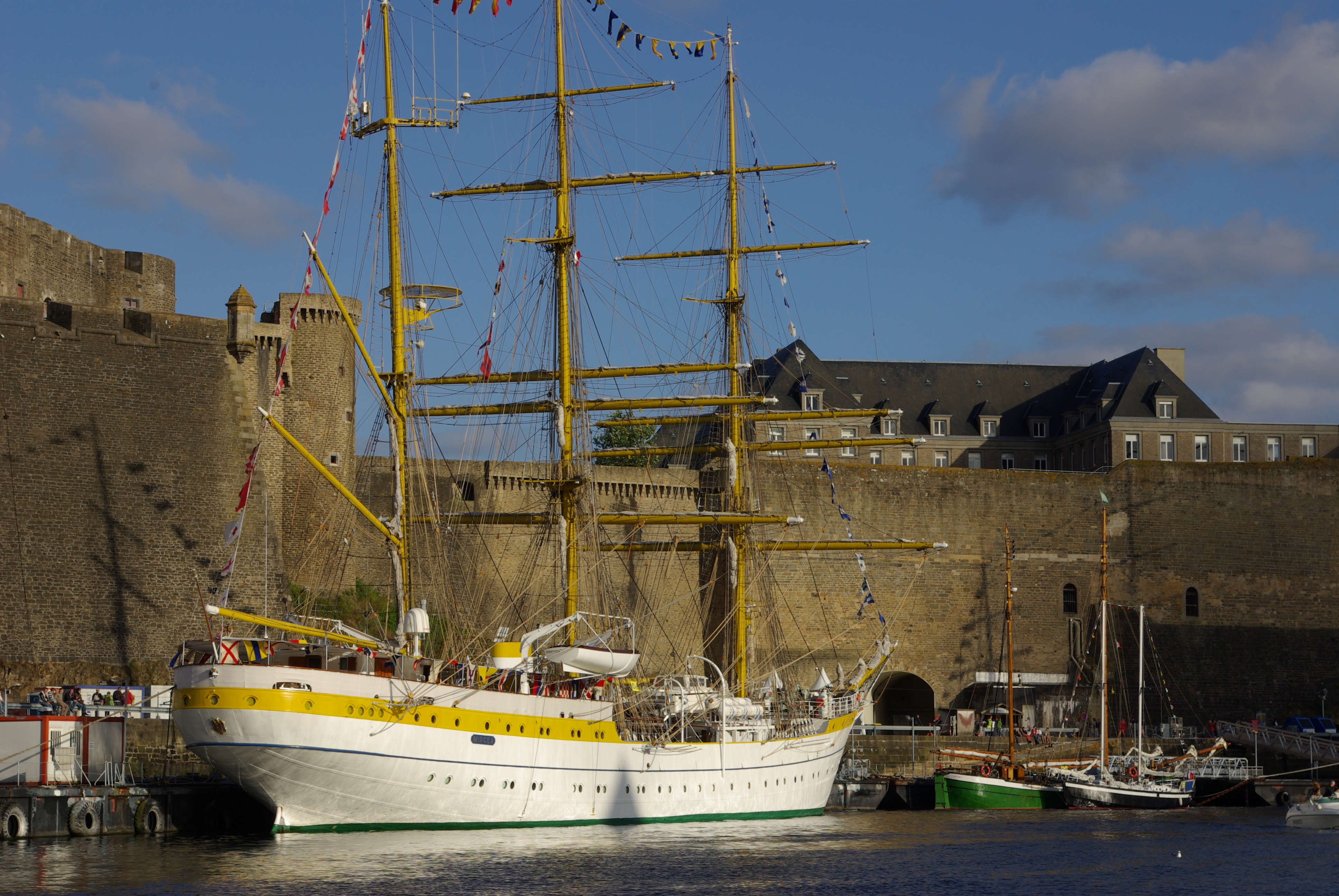

Mircea a Tolone, Tall Ships’ Races, 2007
Mircea a Brest, 2008